# Graphidipus puncticulata
Graphidipus puncticulata är en fjärilsart som beskrevs av Achille Guenée 1858. Graphidipus puncticulata ingår i släktet Graphidipus och familjen mätare. Inga underarter finns listade i Catalogue of Life.